# Hamburg-Sülldorf
Sülldorf ist ein Stadtteil Hamburgs im Bezirk Altona.

## Geografie

### Nachbargemeinden
Der Stadtteil grenzt westlich an Hamburg-Rissen, nördlich an Schenefeld (Kreis Pinneberg) in Schleswig-Holstein, südlich an Hamburg-Blankenese und östlich an Hamburg-Iserbrook.

### Untergliederung
Nördlich der Bundesstraße 431 und der S-Bahn-Strecke nach Wedel/Holstein (S1) ist teilweise noch das alte Bauerndorf erhalten, eingebettet in die weitläufigen landwirtschaftlichen Nutzflächen der Sülldorf-Rissener Feldmark. Diese geht nach Nordwesten in den Forst Klövensteen über. Es gibt auch noch einige aktive bäuerliche Betriebe, deren Mehrzahl Dienstleistungen für Pferdebesitzer (Pferdepensionen) anbietet. In der Feldmark nördlich der Straße Ellernholt gibt es Reste einer Flakstellung.
Südlich der Feldmark finden sich überwiegend neuere Wohngebiete mit Einzel- und Reihenhäusern, am S-Bahnhof Iserbrook und an der Straße Op'n Hainholt auch höherer Geschosswohnungsbau größtenteils aus den 1960er- und 70er-Jahren.
Zwischen der Straße Op'n Hainholt und der S-Bahn im Süden liegt eine geschlossene Mietwohnungssiedlung aus den 1950er Jahren der SAGA mit zweigeschossigen Reihenhäusern aus vorgefertigten Betonplatten. Die schlichten, kohlebeheizten, dafür mit einem kleinen Garten ausgestatteten Wohnungen wurden erst Mitte der 1990er Jahre an das Fernwärmenetz angeschlossen.
Ursprünglich befand sich in dieser Siedlung alles für den täglichen Bedarf. Im zentralen eingeschossigen Mittelbau waren anfänglich ein Gemeinschaftswaschhaus, eine Heißmangel, eine Polizeistation und eine Stadtteilbücherei der Hamburger Öffentlichen Bücherhallen untergebracht. Die Polizeistation wurde zunächst durch eine blaue Polizeinotrufsäule an der Straße Op'n Hainholt ersetzt, worauf die Station zu einer Wohnung umgebaut wurde. Später verschwand auch diese Säule. Weitere Straßennamen in dieser Siedlung sind Fuhlendorfweg, Mestorfweg und Spliethweg. Bevor die im vorherigen Absatz genannten Neubauten errichtet wurden, gab es zwischen diesen Häusern und Thesdorf eine freie Sichtverbindung über Wiesen und Äcker.

### Fließgewässer
In der Sülldorfer Feldmark entspringt die Wedeler Au. Sie fließt ein kurzes Stück durch Sülldorf und dann über Rissen nach Wedel, wo sie in die Elbe mündet.

## Geschichte
Die Siedlungsgeschichte Sülldorfs geht bereits auf die Steinzeit zurück. Noch heute zeugen davon etliche Hügelgräber in der Umgebung sowie ein Urnenfriedhof, von dem ein kleiner Nachbau nahe der S-Bahn-Station errichtet wurde. 1256 wird Sülldorf als Suldorpe erstmals urkundlich erwähnt. Abgeleitet ist der Name vermutlich von Suhle und verweist auf die vielen Wasserlöcher, die sich rund um die Ansiedlung befanden. Sülldorf lag bis 1927 im Kreis Pinneberg, wurde dann durch das Groß-Altona-Gesetz Stadtteil von Altona/Elbe und fiel mit diesem zusammen 1938 durch das Groß-Hamburg-Gesetz an Hamburg. Im Mai 2006 wurde das 750-jährige Bestehen gefeiert.
Einwohnerentwicklung
Noch 1925 hatte Sülldorf (mit Marienhöhe und Iserbrook) nur 1.045 Einwohner. 2008 erfasste das Statistische Landesamt hingegen bereits 8.924 Menschen, die zu diesem Zeitpunkt in Sülldorf wohnten. Seit 2000 hat die Bevölkerung um 7,0 Prozent zugenommen, womit Sülldorf zu den wachstumsstärkeren Stadtteilen Hamburgs zählt.
Die Zahlen der Einwohner in Sülldorf für die Jahre 1841, 1895, 1903 und (mit Marienhöhe und Iserbrook) 1890, 1900, 1910, 1914, 1922, 1925:
| 1841 | 1890 | 1895 | 1900 | 1903 | 1910 | 1914 | 1922  | 1925  |
| 298  | 339  | 443  | 564  | 563  | 901  | 964  | 1.007 | 1.045 |

Die Entwicklung der Bevölkerung in Sülldorf ab 1987:
| 1987  | 1988  | 1989  | 1990  | 1991  | 1992  | 1993  | 1994  | 1995  | 1996  | 1997  | 1998  | 1999  |
| 7.400 | 7.396 | 7.448 | 7.516 | 7.543 | 7.467 | 7.405 | 7.788 | 7.703 | 7.606 | 7.730 | 7.886 | 8.196 |

| 2000  | 2001  | 2002  | 2003  | 2004  | 2005  | 2006  | 2007  | 2008  | 2009  | 2010  | 2011  | 2012  |
| 8.337 | 8.373 | 8.376 | 8.532 | 8.598 | 8.953 | 8.980 | 8.986 | 8.924 | 8.920 | 8.937 | 8.950 | 9.032 |

## Statistik
(Quelle: )
- Anteil der unter 18-Jährigen: 19,2 % (Hamburger Durchschnitt: 16,8 % (Dezember 2023))
- Anteil der über 64-Jährigen: 21,5 % (Hamburger Durchschnitt: 17,8 % (Dezember 2023))
- Ausländeranteil: 15,7 % (Hamburger Durchschnitt: 20,7 % (Dezember 2023))
- Arbeitslosenquote: 5,6 % (Hamburger Durchschnitt: 6,2 % (Dezember 2023))

Das durchschnittliche Einkommen je Steuerpflichtigen beträgt in Sülldorf 54.893 Euro jährlich (2020), der Hamburger Gesamtdurchschnitt liegt bei 48.035 Euro.

## Politik
Für die Bürgerschaftswahlen gehört Sülldorf zum Wahlkreis Blankenese.
Bei den Bürgerschaftswahlen 2025 kam es in Sülldorf zu folgendem Ergebnis (Landesstimmen):
|                        | SPD    | CDU    | Grüne 1) | AfD    | Linke 2) | FDP    | Übrige    |
| Bürgerschaftswahl 2025 | 35,8 % | 23,0 % | 18,8 %   | 07,3 % | 07,0 %   | 02,3 % | 05,8 %    |
| Bürgerschaftswahl 2020 | 38,1 % | 11,8 % | 26,7 %   | 05,7 % | 07,0 %   | 05,0 % | 05,7 %    |
| Bürgerschaftswahl 2015 | 48,0 % | 15,5 % | 12,9 %   | 05,4 % | 05,7 %   | 09,1 % | 03,4 %    |
| Bürgerschaftswahl 2011 | 50,5 % | 21,9 % | 10,0 %   | –      | 04,9 %   | 08,3 % | 04,3 %    |
| Bürgerschaftswahl 2008 | 31,3 % | 45,8 % | 10,8 %   | –      | 05,1 %   | 05,0 % | 02,0 %    |
| Bürgerschaftswahl 2004 | 29,6 % | 50,5 % | 11,3 %   | –      | –        | 02,7 % | 06,0 %    |
| Bürgerschaftswahl 2001 | 34,7 % | 30,0 % | 07,1 %   | –      | 00,3 %   | 06,9 % | 21,0 % 3) |

Bei Bezirksversammlungswahlen gehört der Stadtteil zum Wahlkreis Blankenese / Rissen / Sülldorf. Bei Bundestagswahlen zählt Sülldorf zum Bundestagswahlkreis Hamburg-Altona.

## Kultur und Sehenswürdigkeiten

### Bauwerke
Die Kirche St. Michael wurde am 29. September 1957 geweiht. Zum 1. April 1958 wurde Sülldorf als Pfarrbezirk Blankeneses selbstständig. Inzwischen ist die Gemeinde mit der Martin-Luther-Kirche in Iserbrook zusammengelegt. Vor der Sülldorfer Kirche ist ein Findling mit den eingravierten Namen der im Ersten Weltkrieg gefallenen Soldaten des Ortes aufgestellt.
Nördlich der Bahnstrecke zeigt Sülldorf noch heute den typischen Charakter eines Geestdorfes mit mehreren noch intakten Bauernhöfen und zahlreichen Reetdachkaten. Der Verein Erhaltet Sülldorf! macht sich seit den 1980er Jahren für die Bewahrung des Dorfkerns und gegen Begehrlichkeiten stark, Teile der Feldmark als Bauland auszuweisen.

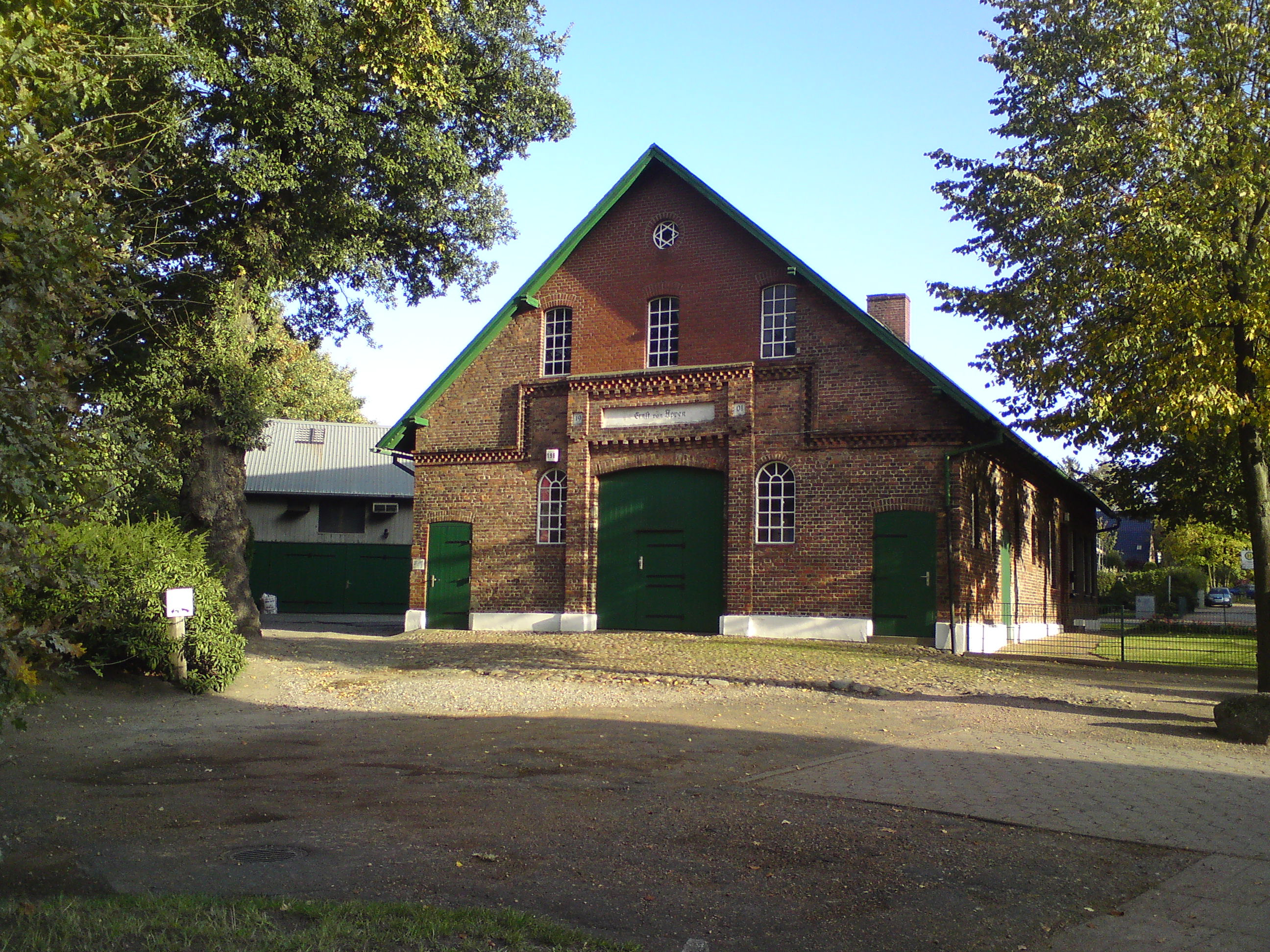
Bauernhof Ernst von Appen, Baujahr 1901.
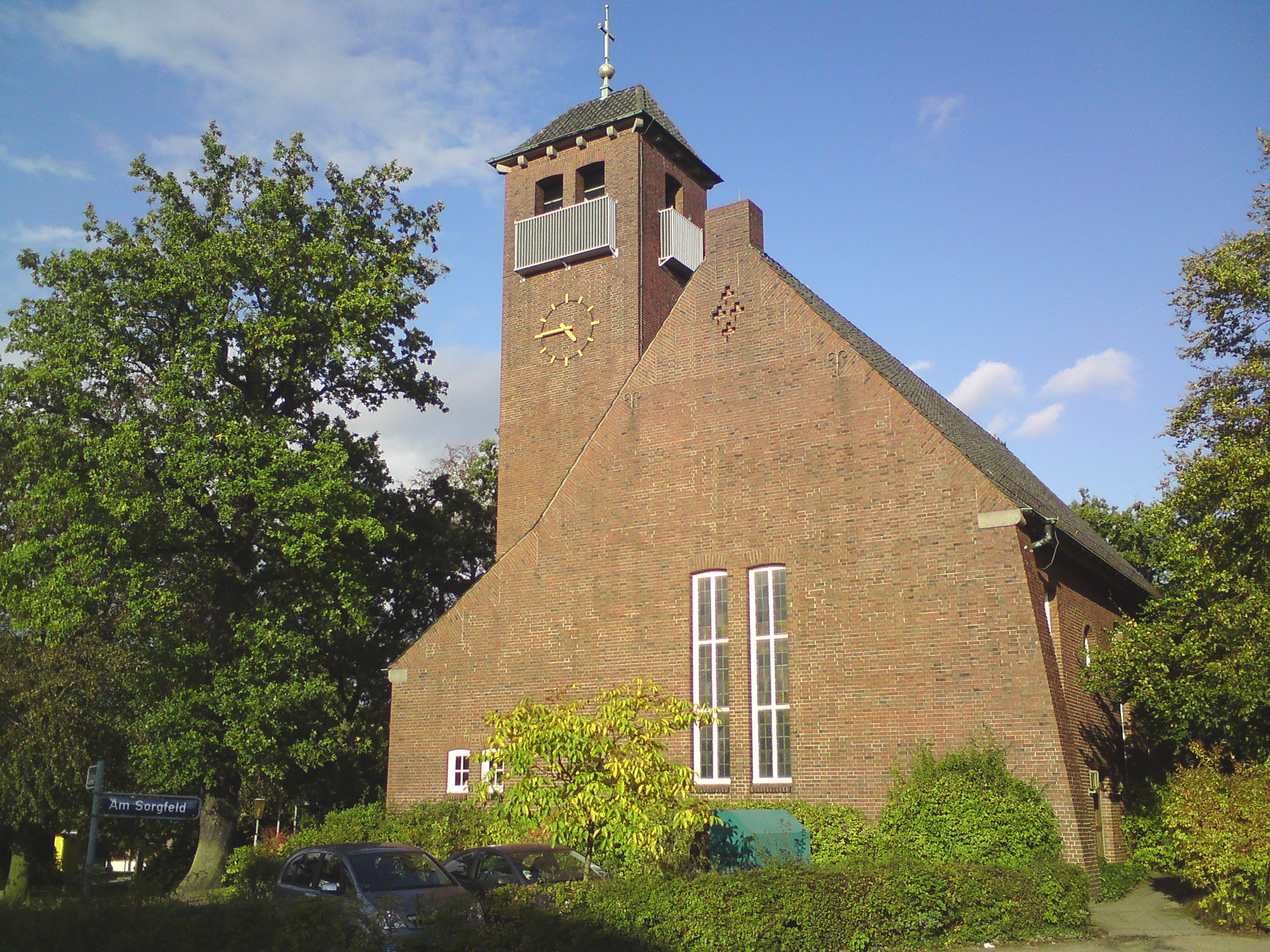
Kirche St. Michael.
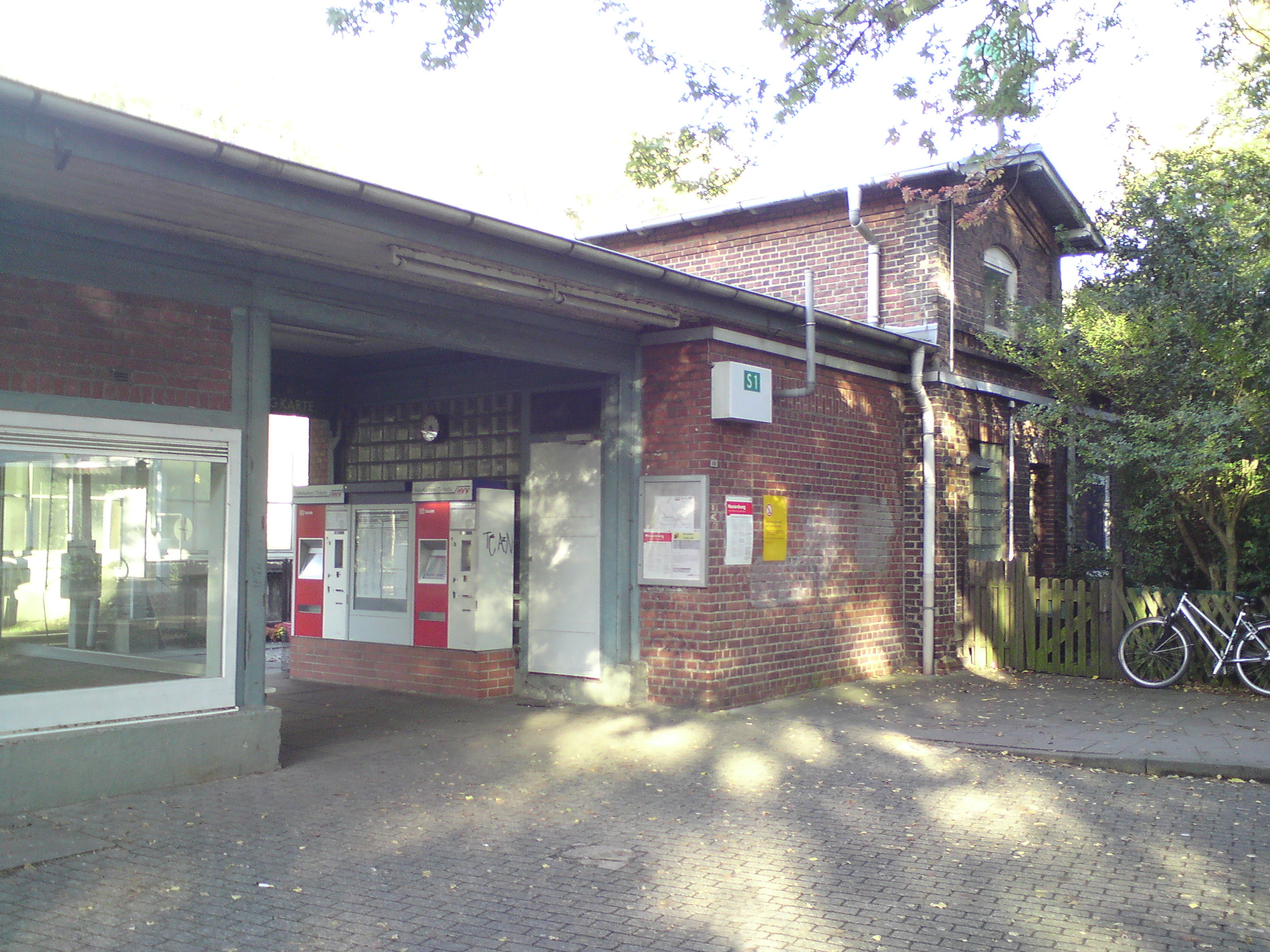
S-Bahnhof, Eingang.
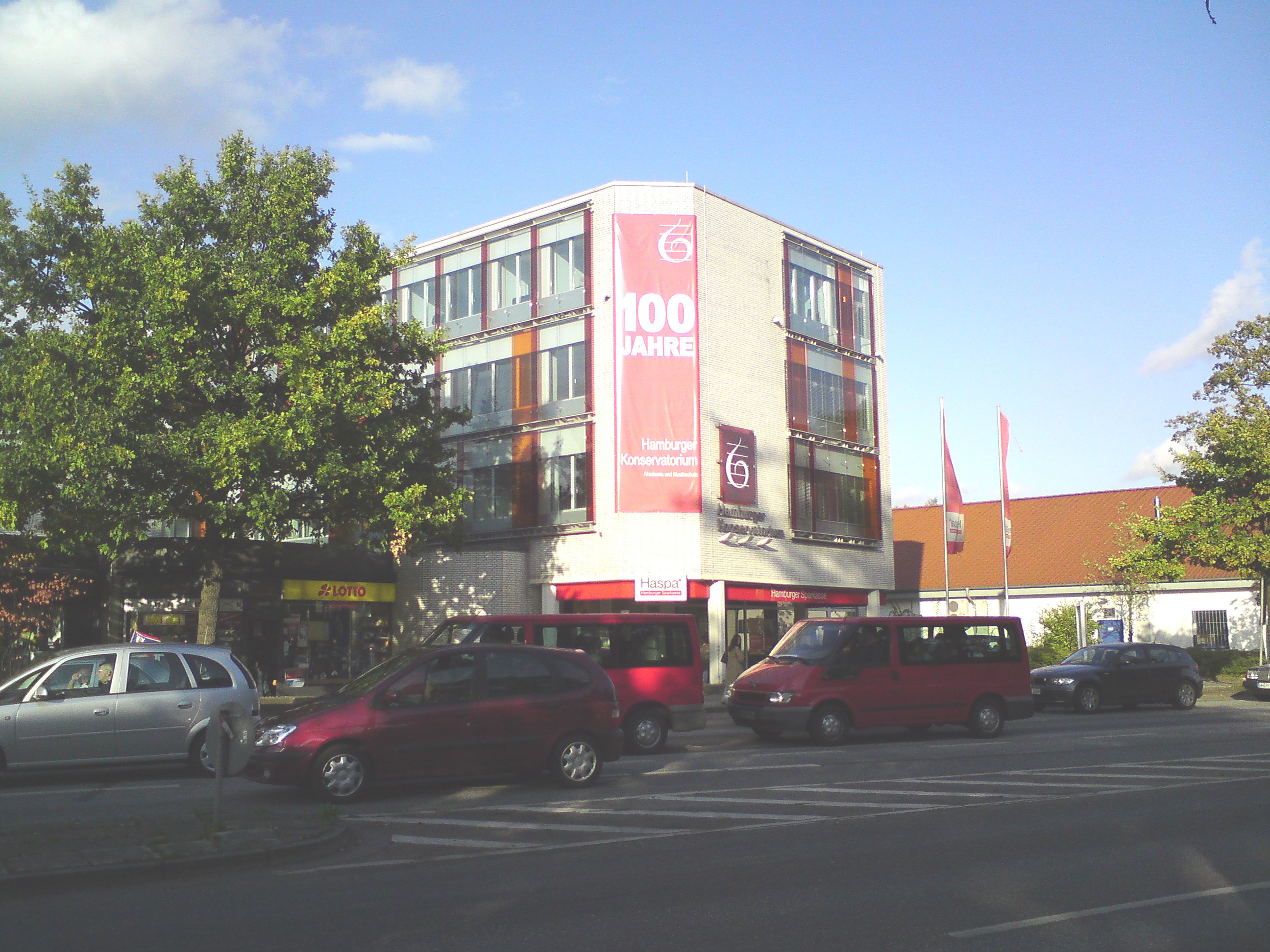
Das Hamburger Konservatorium an der Sülldorfer Landstraße.
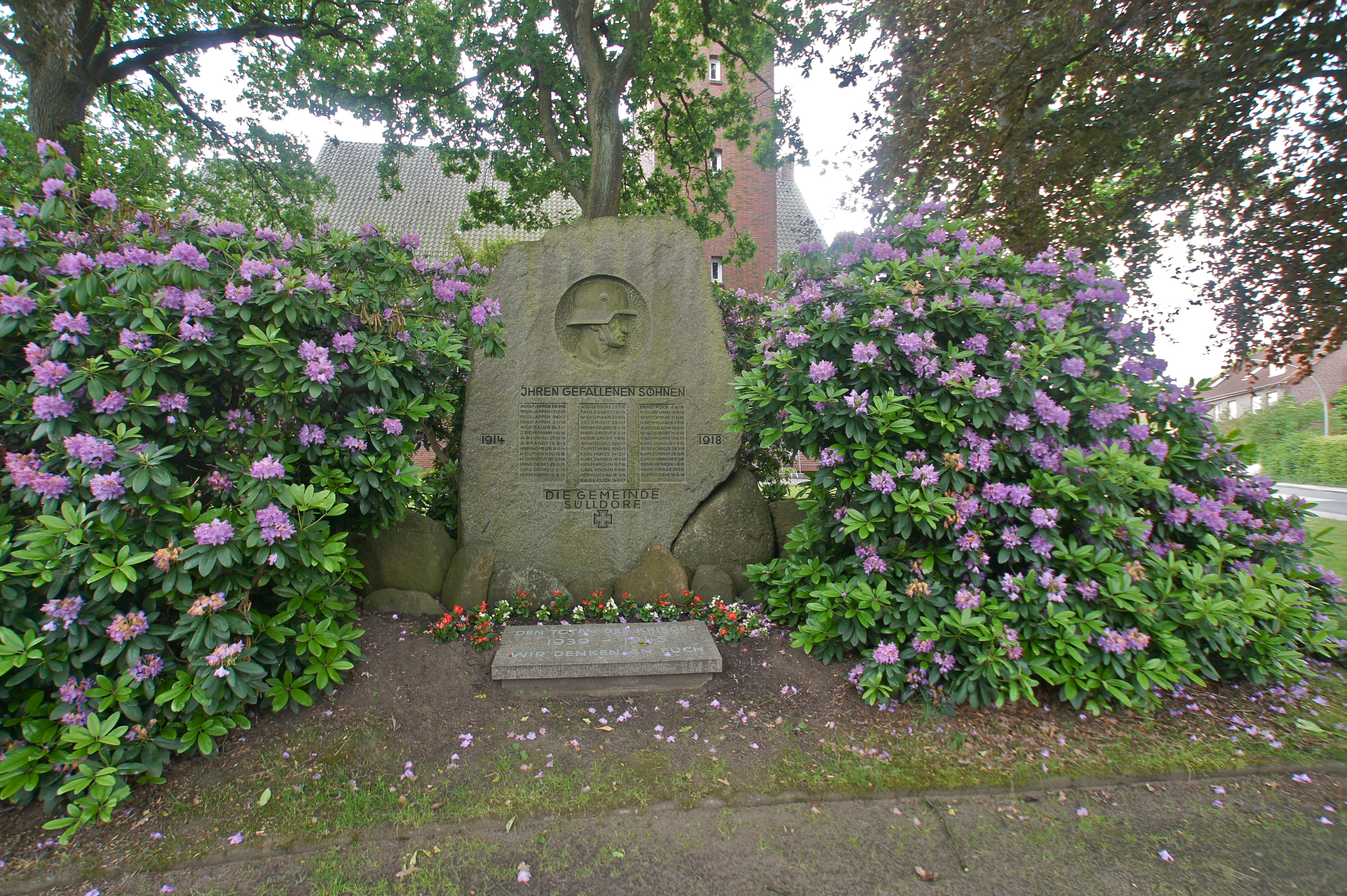
Denkmal für gefallene Soldaten.

### Parks
Neben der Sülldorfer Feldmark und Teilen des Forsts Klövensteen mit zahlreichen Wander-, Feld- und Wirtschaftswegen liegen auch Teile des Waldparks Marienhöhe (mit dem Freibad) in Sülldorf, ebenso – trotz der irreführenden Benennung – der Blankeneser Friedhof. Die Rissener Kiesgrube, ein beliebtes Naherholungsgebiet, liegt an der Stadtteilgrenze zu Rissen.

### Sport
Der TSV Sülldorf von 1925 hat nach eigenen Angaben über 500 Mitglieder. Im Pferdesport führen der Reitverein am Klövensteen und der Reitverein Hof Eggerstedt regelmäßig verschiedene Turniere durch. In Sülldorf liegen auch das Freibad im Waldpark Marienhöhe sowie der Sportplatz Waldesruh der Spielvereinigung Blankenese.

### Regelmäßige Veranstaltungen
Eine gewisse Bekanntheit hat das seit 1970 organisierte, alljährliche Sülldorfer Feuerwehrfest erlangt, das in früheren Jahren gelegentlich einen größeren Polizeieinsatz zwecks Streitschlichtung erforderte; davon abgesehen ist dieses Feuerwehrfest aber vor allem ein gesellschaftliches Ereignis für die Bewohner Sülldorfs und angrenzender Stadtteile.
Am Erntedankumzug nehmen Schule und Kindergarten, Bauern und ortsansässige Betriebe mit selbstgeschmückten Fahrzeugen teil. Am Erntedanksonntag 2007, dem 30. September, wurde auch das 50-jährige Kirchweihfest gefeiert.

## Wirtschaft und Infrastruktur

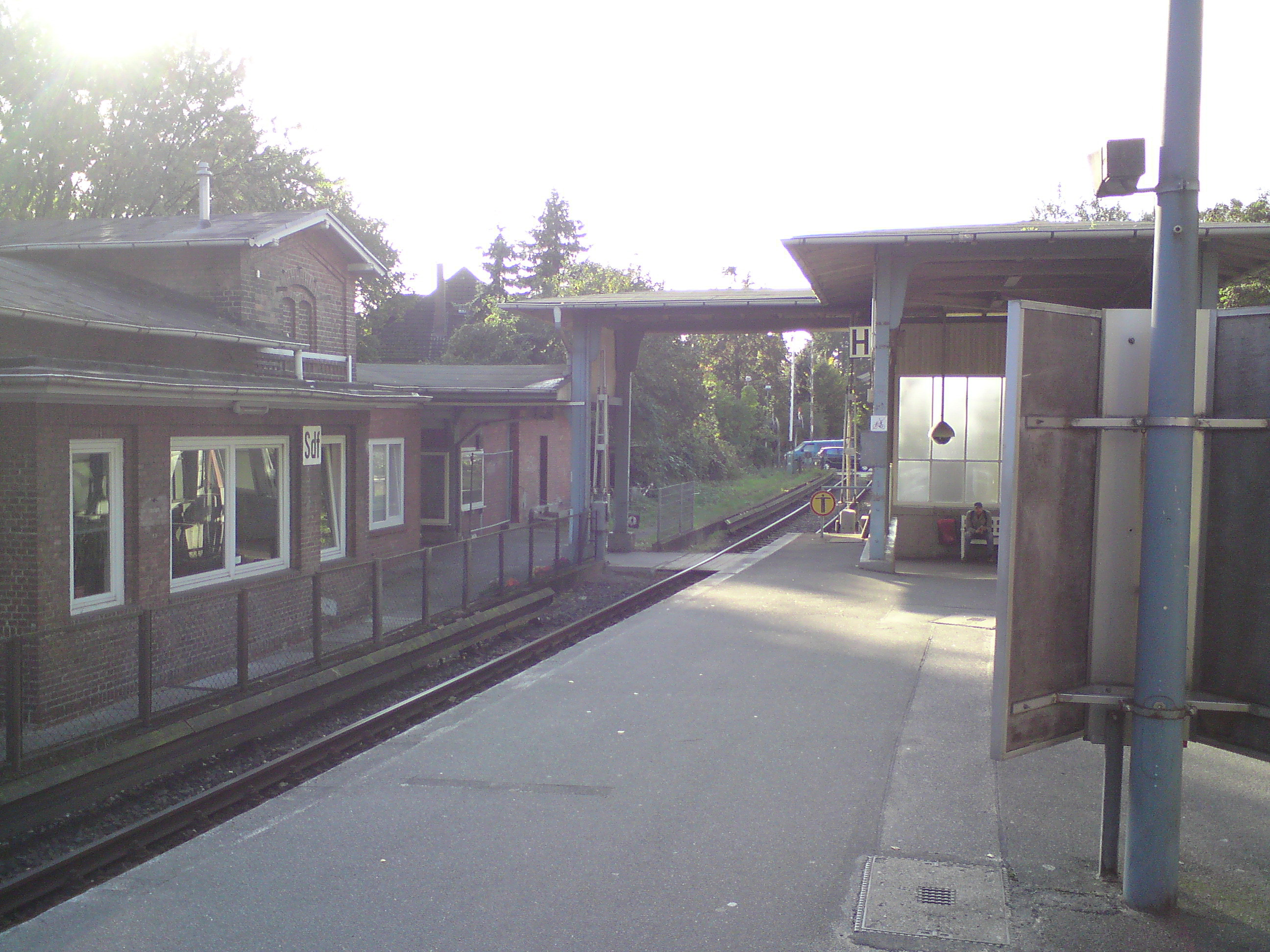
S-Bahnhof Sülldorf. Der Zugang erfolgt ebenerdig über einen durch Schranken gesicherten Fußgängerübergang.

### Verkehr
In West-Ost-Richtung durchquert die B 431 den Stadtteil. Deren vierspuriger Ausbau bis 1978 veränderte den alten Dorfkern stark, da hierzu einige Gebäude abgerissen werden mussten.
Seit dem 1. Dezember 1883 besteht die S-Bahn-Strecke nach Wedel (S1) mit dem Bahnhof Sülldorf; auch der Haltepunkt Iserbrook liegt unmittelbar an der Sülldorfer Grenze zu Iserbrook. Seit dem 14. Mai 1950 ist die Strecke bis Sülldorf elektrifiziert. Bis zur Einführung der elektrischen S-Bahn verfügte der Bahnhof Sülldorf auch über ein drittes Gleis, das nördlich der heutigen Gleise gelegen war und von Güterzügen genutzt wurde. Neben den Gleisen ist das mechanische Stellwerk „Sdf“ gelegen, von dem aus noch heute Formsignale und Bahnschranken im Sülldorfer Bahnhofsbereich gesteuert werden. Durch HVV-Busse besteht eine direkte Verbindung nach Blankenese. Auch die Nachtbuslinie 621 hält direkt vor dem Bahnhof.

### Ansässige Unternehmen

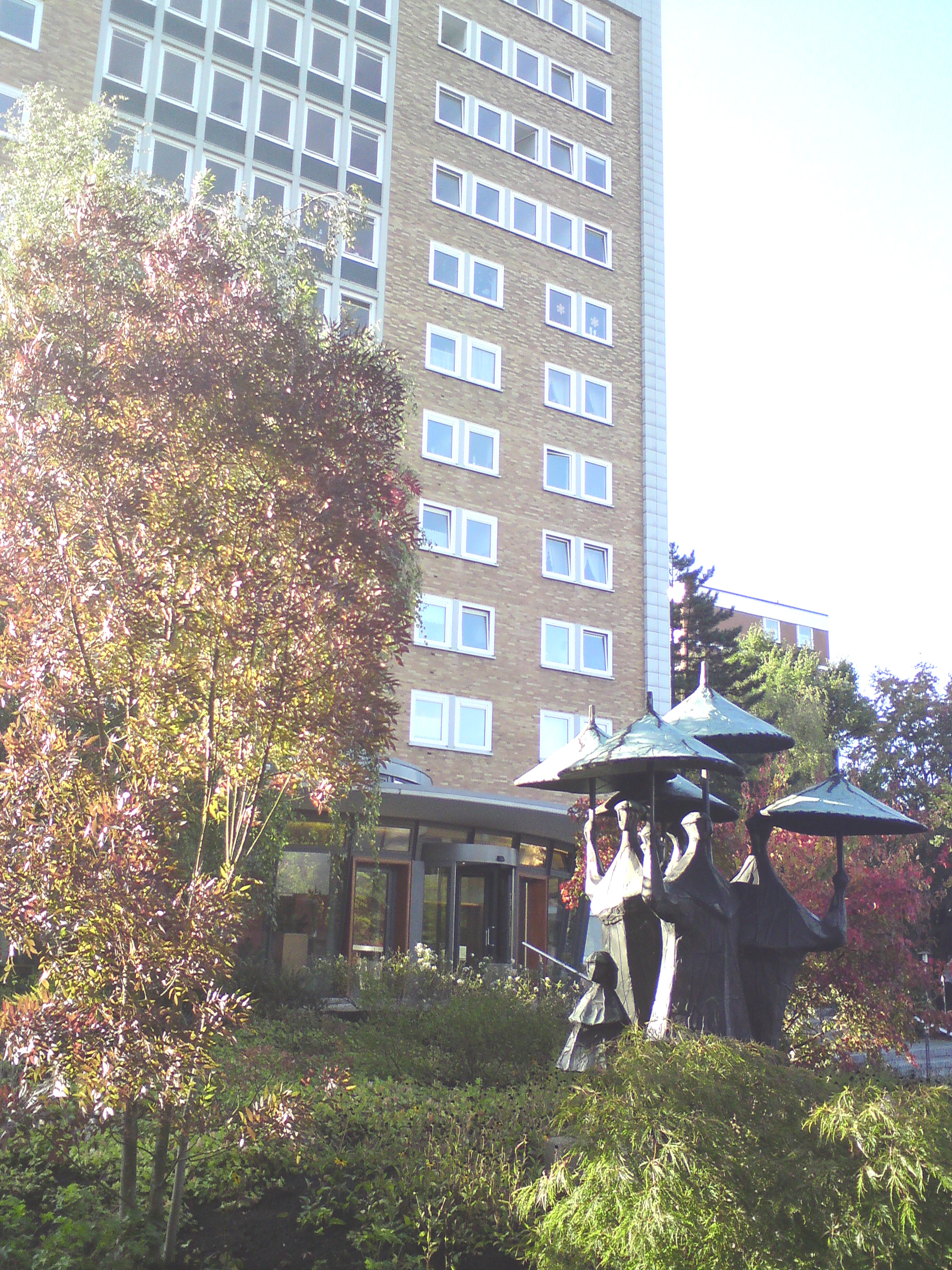
Hochhaus mit der Verwaltung des Bauvereins der Elbgemeinden in Sülldorf, nahe dem S-Bahnhof Iserbrook

- Der 1899 gegründete Bauverein der Elbgemeinden eG (BVE), ein genossenschaftliches Wohnungsunternehmen mit ca. 13.000 Wohneinheiten und gut 100 Mitarbeitern, hat seine Hauptverwaltung an der Straße Heidrehmen.
- Im alten Dorf liegt am Sülldorfer Kirchenweg Timmermanns Hofladen, in dem Produkte aus ökologischem, überwiegend eigenem Anbau verkauft werden.
- An der Sülldorfer Landstraße finden sich neben Lebensmittel-Discountern, einer Tankstelle sowie einem Autohaus auch einige Gastronomie-Betriebe und verschiedenes Klein- und Einzelhandelsgewerbe.
- 2011 gab es in Sülldorf 77 Handwerksbetriebe.[7]

### Institutionen und öffentliche Einrichtungen
Die Freiwillige Feuerwehr Sülldorf-Iserbrook wurde mit Wirkung vom 9. Juni 1969 gegründet. Das Feuerwehrhaus befindet sich am Sülldorfer Kirchenweg. Am 1. Juni 1970 wurde die Jugendfeuerwehr Sülldorf-Iserbrook gegründet.
Das Labor des Bundesamtes für Seeschifffahrt und Hydrographie befindet sich in Sülldorf.
Seit 1995 gibt es hier die Franziskus e. V., eine anthroposophische Lebens- und Arbeitsgemeinschaft für geistig behinderte Menschen.
An der Grenze zu Rissen liegt ein Wohndorf für Flüchtlinge und Obdachlose.

### Bildung
Das Hamburger Konservatorium, das bereits 1908 in Blankenese gegründet wurde, ist eine alteingesessene Hamburger Musikausbildungsstätte. 1977 erhielt es am Sülldorfer S-Bahnhof einen Neubau.
In Sülldorf gibt es darüber hinaus eine Grundschule am Lehmkuhlenweg und vier Kindergärten. Im Schuljahr 2010/2011 besuchten 270 Schülerinnen und Schüler die Schule Lehmkuhlenweg in Grundschulklassen und 42 in der Vorschule.